# Volkmar Herre
Volkmar Herre (* 1943 in Freiberg) ist ein deutscher Fotograf, Buchgestalter und Verleger.

## Leben
Im Alter von zehn Jahren begann Volkmar Herre zu fotografieren. Nach dem Abitur im Jahr 1961 absolvierte er eine zweijährige Ausbildung zum Akzidenz-Schriftsetzer. Sein ab 1963 anschließendes Studium der Fotografie an der Hochschule für Grafik und Buchkunst Leipzig schloss er 1968 als Diplom-Fotografiker ab. Seit 1969 wirkt er als freiberuflicher Fotograf und Buchgestalter. Er lebt seit 1986 in Stralsund, wo er seit 1996 den Verlag Edition herre betreibt. Ein Schwerpunkt seines Schaffens ist die Arbeit mit der Camera obscura. Ein Teil seiner Bilder entsteht auf der kleinen, südlich von Rügen gelegenen Insel Vilm.
Herres Urgroßvater war der Fotograf August Kotzsch.

## Veröffentlichungen (Auswahl)
- Cornelius Kohl: Im Dom zu Freiberg. Evangelische Verl.-Anst. Berlin, 1964
- Marianne Tosetti: Impressionen in Erfurter Kirchen: Barfüsser ; Prediger ; Augustiner. Evangelische Verl.-Anst. Berlin, 1975
- Karlheinz Blaschke: Wittenberg. Evangelische Verl.-Anst. Berlin, 1977
- Marianne Tosetti: Impressionen in Klosterruinen. Evangelische Verl.-Anst. Berlin, 1978
- Karl Czok: Das alte Leipzig. Koehler & Amelang Leipzig, 1978
- Winfried Schrammek: Museum musicum. Edition Peters Leipzig, 1981
- Elfriede Starke: Kostbarkeiten der Lutherhalle Wittenberg. Evangelische Verl.-Anst. Berlin, 1982
- Johannes Schildhauer: Die Hanse. Edition Leipzig, 1984
- Kostbarkeiten der Deutschen Staatsbibliothek. Edition Leipzig, 1986. ISBN 3-361-00035-1
- Reinhard Peesch: Mecklenburgische Volkskunst. Seemann Leipzig, 1988. ISBN 3-363-00358-7
- Zimelien: Bücherschätze der Universitätsbibliothek Leipzig. Seemann Leipzig, 1988. ISBN 3-363-00355-2
- Leipziger Zimelien: Bücherschätze der Universitätsbibliothek. VCH Weinheim, 1989. ISBN 3-527-17655-1
- Hartmut Mai: Kirchen in Sachsen. Koehler & Amelang Berlin und Leipzig, 1992. 3-7338-0081-8
- Gärten der Goethe-Zeit Edition Leipzig, 1993. ISBN 3-361-00343-1
- Juliane von Fircks: Anna Selbdritt: eine kolossale Stuckplastik der Hochgotik in St. Nikolai zu Stralsund. Ed. herre Stralsund, 1997. ISBN 3-932014-08-1
- Walter G. Goes: Licht im Dunkel: die Inseln Rügen und Vilm – im Bann der Camera obscura. Ed. herre Stralsund, 2000. ISBN 3-932014-09-X
- Wenn Räume singen: St. Nikolai zu Stralsund. Ed. herre Stralsund, 2001. ISBN 3-932014-11-1
- Angela Pfennig: Backstein & Grün: Gartenkultur der Hansestadt Stralsund. Ed. herre Stralsund, 2003. ISBN 3-932014-15-4
- Volkmar Herre: Photographien aus vier Jahrzehnten. Ed. erre Stralsund, 2003. ISBN 3-932014-16-2
- Carine Thieme: Alles ist Licht: Naturschau mit der Camera obscura. Ed. herre Stralsund, 2005. ISBN 3-932014-19-7
- Über Bäume und Steine: Naturschau mit der Camera obscura. Ed. erre Stralsund, 2006. ISBN 3-932014-22-7
- Volker Bannies: Freiberger Bücherschätze. Andreas-Möller-Bibliothek. 2012. ISBN 978-3-86729-114-9